# Denise Burton
Denise Burton (Leeds, 24 de janeiro de 1956) é uma desportista britânica que competiu em ciclismo na modalidade de pista. Ganhou uma medalha de bronze no Campeonato Mundial de Ciclismo em Pista de 1975, na prova de perseguição individual.

## Medalheiro internacional
| Campeonato Mundial | Campeonato Mundial | Campeonato Mundial | Campeonato Mundial     |
| Ano                | Lugar              | Medalha            | Competição             |
| ------------------ | ------------------ | ------------------ | ---------------------- |
| 1975               | Rocourt ( Bélgica) | Medalha de bronze  | Perseguição individual |